# Máté Pátkai
Máté Pátkai (Szentendre, 6 marzo 1988) è un ex calciatore ungherese, centrocampista.

## Caratteristiche tecniche
Mediano, può giocare anche come interno di centrocampo e raramente ha svolto il ruolo di trequartista.

## Carriera

### Club
Nativo di Szentendre cittadina della Contea di Pest a circa 20 km a nord dalla capitale. Muove i primi passi con la squadra locale del Góliát FC. Nel 2000 viene prelevato dal BVSC Budapest dove resta fino al 2002 anno del suo passaggio al Vasas, dopo pochi mesi passa al Goldball ’94 società che fa crescere i migliori under-14 del paese. E nel 2003 si stabilisce all'MTK Budapest. Dopo aver fatto la trafila nelle giovanili esordisce il 27 novembre 2006 all'età di diciotto anni nella sfida interna per 1-0 contro il Fehérvár subentrando al 76' minuto al veterano Gábor Bori. Alla sua seconda partita da professionista contro il Gyori ETO segna il suo primo gol contribuendo alla vittoria finale del match, guadagnandosi per la partita successiva ovvero l'ultima partita della stagione la riconferma come titolare.
Nelle stagioni successive è stato considerato un membro titolare della squadra, giocando sempre almeno 20 partite.
Nel gennaio 2008 è stato sottoposto a un intervento chirurgico odontoiatrico durante il ritiro in Turchia. Nell'ottobre 2008 contro l'Újpest ha subito una lesione parziale del legamento esterno della caviglia, è stato sottoposto a un intervento chirurgico e non ha potuto giocare per un mese e mezzo.
Nel 2009 ha fatto parte della squadra MTK che ha vinto il torneo di creazione organizzato in occasione della Giornata dell'Unità.
Nell'estate del 2011 non ha prolungato il contratto con l'MTK, che sarebbe scaduto nell'estate del 2012, quindi è stato allontanato dalla squadra e nella stagione autunnale non ha giocato una sola partita. Nel gennaio 2012 si è trasferito al Győr ETO.
Nella stagione 2012-2013 ha vinto lo scudetto con il Győr. Nel sesto turno della stagione 2014-2015, ha segnato una tripletta nella vittoria per 4–3 contro il Dunaújváros. Nell'estate del 2015 ha lasciato l'ETO dopo tre anni e mezzo e ha firmato per la squadra del Videoton. Ha giocato 106 partite di campionato nella squadra del Győr e ha segnato 23 gol. [9]
È stato giocatore per cinque anni del club Székesfehérvár, con il quale è stato campione nel 2018 e vincitore della coppa nel 2019, ed è stato anche membro della squadra che ha raggiunto la fase a gironi di Europa League nella stagione 2017-2018. In un totale di 146 partite di campionato, ha segnato quindici gol nel Videoton e nel settembre 2020 ha continuato la sua carriera nel Vasas in NBII. Dopo aver conquistato anche qui il posto da titolare, indossando spesso anche la fascia da capitano, al termine della stagione 2021-22 vince al resto della squadra il campionato di seconda divisione, facendo tornare il club dopo quattro anni di assenza nella massima serie. A fine campionato 2022-23 alla naturale scadenza del contratto lascia il club di Budapest, restando svincolato.
Il 19 ottobre 2023 all'età di 35 anni dopo un breve periodo da svincolato decide di appendere gli scarpini al chiodo.

### Nazionale
Nel 2009 è stato convocato con l'Under-20 per una partita, sempre nello stesso anno viene convocato con l'Under-21 giocando una partita. Finito nel giro della nazionale maggiore esordisce il 16 ottobre 2012 contro la Turchia (3-1), uscendo dal giro della selezione maggiore dopo aver giocato 23 partite e segnato due gol nel settembre 2020.

## Statistiche

### Presenze e reti nei club
Statistiche aggiornate al 25 marzo 2024.
| Stagione            | Squadra             | Campionato          | Campionato | Campionato | Coppe nazionali | Coppe nazionali | Coppe nazionali | Coppe continentali | Coppe continentali | Coppe continentali | Altre coppe | Altre coppe | Altre coppe | Totale | Totale |
| Stagione            | Squadra             | Comp                | Pres       | Reti       | Comp            | Pres            | Reti            | Comp               | Pres               | Reti               | Comp        | Pres        | Reti        | Pres   | Reti   |
| ------------------- | ------------------- | ------------------- | ---------- | ---------- | --------------- | --------------- | --------------- | ------------------ | ------------------ | ------------------ | ----------- | ----------- | ----------- | ------ | ------ |
| 2006-2007           | MTK Budapest        | NBI                 | 3          | 1          | MK              | 2               | 0               | -                  | -                  | -                  | -           | -           | -           | 5      | 1      |
| 2007-2008           | MTK Budapest        | NBI                 | 28         | 5          | MK+MLK          | 0+7             | 0+0             | CU                 | 0                  | 0                  | -           | -           | -           | 35     | 5      |
| 2008-2009           | MTK Budapest        | NBI                 | 23         | 6          | MK+MLK          | 3+2             | 1+0             | UCL                | 1                  | 0                  | MS          | 1           | 0           | 30     | 7      |
| 2009-2010           | MTK Budapest        | NBI                 | 20         | 1          | MK+MLK          | 4+2             | 0+0             | -                  | -                  | -                  | -           | -           | -           | 26     | 1      |
| 2010-2011           | MTK Budapest        | NBI                 | 27         | 2          | MK+MLK          | 4+1             | 3+0             | -                  | -                  | -                  | -           | -           | -           | 31     | 5      |
| 2011-feb. 2012      | MTK Budapest        | NBII                | 0          | 0          | MK+MLK          | 0+0             | 0+0             | -                  | -                  | -                  | -           | -           | -           | 0      | 0      |
| Totale MTK Budapest | Totale MTK Budapest | Totale MTK Budapest | 101        | 15         |                 | 25              | 4               |                    | 1                  | 0                  |             | 1           | 0           | 128    | 19     |
| feb.-giu. 2012      | Győri ETO           | NBI                 | 12         | 6          | MK+MKL          | 2+0             | 0+0             | -                  | -                  | -                  | -           | -           | -           | 14     | 6      |
| 2012-2013           | Győri ETO           | NBI                 | 26         | 1          | MK+MLK          | 7+2             | 1+0             | -                  | -                  | -                  | -           | -           | -           | 35     | 2      |
| 2013-2014           | Győri ETO           | NBI                 | 23         | 7          | MK+MKL          | 5+4             | 1+1             | UCL                | 1                  | 0                  | MS          | 1           | 0           | 34     | 9      |
| 2014-2015           | Győri ETO           | NBI                 | 28         | 7          | MK+MKL          | 4+1             | 1+0             | UEL                | 2                  | 0                  | -           | -           | -           | 35     | 8      |
| Totale Győri ETO    | Totale Győri ETO    | Totale Győri ETO    | 89         | 21         |                 | 25              | 4               |                    | 3                  | 0                  |             | 1           | 0           | 118    | 25     |
| 2015-2016           | Videoton            | NBI                 | 29         | 1          | MK              | 5               | 0               | UEL                | 4                  | 0                  | -           | -           | -           | 38     | 1      |
| 2016-2017           | Videoton            | NBI                 | 31         | 3          | MK              | 0               | 0               | UEL                | 5                  | 0                  | -           | -           | -           | 36     | 3      |
| 2017-2018           | Videoton            | NBI                 | 28         | 5          | MK              | 1               | 0               | UEL                | 7                  | 1                  | -           | -           | -           | 36     | 6      |
| 2018-2019           | Videoton            | NBI                 | 32         | 5          | MK              | 8               | 0               | UCL+UEL            | 7+5                | 0+0                | -           | -           | -           | 52     | 5      |
| 2019-2020           | Videoton            | NBI                 | 25         | 1          | MK              | 7               | 1               | UEL                | 4                  | 0                  | -           | -           | -           | 36     | 2      |
| ago.-set. 2020      | Videoton            | NBI                 | 2          | 0          | MK              | 1               | 0               | UEL                | 2                  | 0                  | -           | -           | -           | 5      | 0      |
| Totale Videoton     | Totale Videoton     | Totale Videoton     | 147        | 15         |                 | 22              | 1               |                    | 29                 | 1                  |             | -           | -           | 198    | 17     |
| set. 2020-2021      | Vasas               | NBII                | 23         | 2          | MK              | 2               | 0               | -                  | -                  | -                  | -           | -           | -           | 25     | 2      |
| 2021-2022           | Vasas               | NBII                | 34         | 8          | MK              | 2               | 0               |                    | -                  | -                  |             | -           | -           | 36     | 8      |
| 2022-2023           | Vasas               | NBI                 | 6          | 0          | MK              | 0               | 0               | -                  | -                  | -                  | -           | -           | -           | 6      | 0      |
| Totale Vasas        | Totale Vasas        | Totale Vasas        | 63         | 10         |                 | 4               | 0               |                    | -                  | -                  |             | -           | -           | 67     | 10     |
| Totale carriera     | Totale carriera     | Totale carriera     | 400        | 61         |                 | 76              | 9               |                    | 33                 | 1                  |             | 2           | 0           | 511    | 71     |

## Palmarès

### Club

#### Competizioni nazionali
- Campionato ungherese: 3

MTK Budapest: 2007-2008
Győri ETO: 2012-2013
Videoton: 2017-2018
- Coppa d'Ungheria: 1

MOL Vidi: 2018-2019
- Supercoppa di Ungheria: 1

Győri ETO: 2013
- Campionato ungherese di NBII: 1

Vasas: 2021-2022